# Isobuthus kralupensis
Isobuthus kralupensis je vymřelý štír. Jeho fosílie byla objevena na Červené Hůrce v Kralupech r. 1863. Objevitelem je Antonín Frič. Je podobný současným štírům čeledi Buthidae, ale byla pro něj vytvořena samostatná čeleď Isobuthidae. Žil v období karbonu.